# 蜡嘴短腺吸虫
蜡嘴短腺吸虫（学名：Brachylecithum eophonae）为双腔科短腺属的动物。分布于日本以及中国大陆的北京、海南等地，营寄生生活，终末宿主绒额  、黑头蜡嘴雀、黑尾蜡嘴雀等肝脏的胆管。